# Terskol
Terskol (en russe : Терско́л, en kabarde : Терс къол, litt. «mauvaise gorge tordue») est un village de la république de Kabardino-Balkarie en Russie. Se trouvant dans le raïon de l'Elbrouz, il se situe dans le sud de la république. Il fait partie de la municipalité rurale de l'Elbrouz, dont Terskol est le centre administratif. Sa population s'élevait à 1 327 habitants lors du recensement de 2021. C'est la quatrième plus haute localité d'Europe.

## Géographie
Le village de Terskol se trouve en Kabardino-Balkarie, un sujet de Ciscaucasie en Russie. Il fait partie du district fédéral du Caucase du Nord, se trouvent à 100 km au sud-ouest de Piatigorsk, la capitale du district. Terskol se situe aussi à 1 432 km au sud de Moscou, ainsi qu'à 91 km à l'ouest de Naltchik, la capitale de son sujet.
Terskol est l'un des onze villages du raïon de l'Elbrouz, raïon du sud de la république qui est limitrophe de la Géorgie avec sa région de Mingrélie-et-Haute-Svanétie. Tyrnyaouz, son chef-lieu, se situe à 35 km au nord-est du village. Le village fait partie de la municipalité rurale de l'Elbrouz, qui regroupe cinq localités : Baïdaïevo, Neoutrino, Teguenelki, Terskol et Elbrouz.
Le village est situé dans la partie montagneuse de la république. L'altitude moyenne du village est de 2144 mètres d'altitude. Le dénivelé dans le village est l'un des plus importants du pays et fluctue à moins de 300 mètres. L'Elbrouz culmine au nord-ouest du village.
Le réseau hydrographique est représenté par de nombreux cours d'eau descendant des crêtes et des montagnes dans les vallées et les étendues. La rivière Baksan et les gorges de Baksan prennent leur source sur le territoire du village . De grandes différences d'élévation ont conduit à l'émergence de nombreuses cascades, dont les plus grandes sont des cascades - Terskol, Maiden's Braids , etc. Parmi les lacs, les lacs les plus visités sont Samotsvet, Azaou, Donguoz-Orunokel, etc.
Le climat est montagneux et tempéré. Les températures moyennes varient de +11,5°C en août à -6,5°C en janvier. La pluviométrie annuelle moyenne est d'environ 900 mm. La neige dans la vallée s'étend d'octobre à mai. Particulièrement dangereux est le vent chaud et sec soufflant des montagnes vers les vallées au printemps - föhn , dont la vitesse peut atteindre 25-30 m / s.

## Histoire
Avant la déportation des Balkars (en) en mars 1944, sur le site du village, il y avait un aoul nommé Kotchkarovski.
Après la déportation, un village est fondé à l'emplacement de l'aoul, destiné à desservir les personnes qui viennent faire du tourisme dans la région de l'Elbrouz
En 1957, les Balkars ont été réhabilités par le Soviet suprême de l'URSS et ils ont été autorisés à retourner dans leurs anciens lieux de résidence.
En 1980 fut fondé l'observatoire Pic Terskol sur un versant de l'Elbrouz près du village.
Jusqu'en 1995, le village faisait partie du conseil municipal de Tyrnyaouz. Ensuite, il a été transféré au nouveau raïon de l'Elbrouz, en tant que colonie faisant partie de la municipalité rurale de l'Elbrouz.
De nos jours, le village est principalement habité par du personnel desservant la zone de loisirs de la région d'Elbrouz .
Terskol est l'une des principales stations de ski de Russie. Au centre du village se trouvent un service de contrôle et de sauvetage et un centre d'alerte aux avalanches.
Près du village, il y a une chaîne de montagnes  où s'entraîne certaines des forces armées de Russie.  

## Population et société
Recensements de la population,, :
| 2002* | 2010* | 2021* | - |
| ----- | ----- | ----- | - |
| 1 181 | 1 138 | 1 327 | - |

Selon le recensement de la population de 2010  :
| Personnes | Nombre, pers. | Part de la population totale, % |
| --------- | ------------- | ------------------------------- |
| Balkars   | 862           | 75,7 %                          |
| Russes    | 134           | 11,8 %                          |
| Kabardes  | 89            | 7,8 %                           |
| autre     | 53            | 4,7 %                           |
| Total     | 1138          | 100 %                           |

## Économie et transports
Toute l'économie du village est liée au tourisme. Dans le village, il y a plusieurs centres touristiques, hôtels, pensions, camps alpins, ainsi que des patinoires, des téléphériques.

Infrastructures principales :
- Domaine skiable Azaou
- Domaine skiable Tcheget
- Zone de ski hors-piste "Dollar"
- Observatoire Pic Terskol
- Base éducative et scientifique de l'Elbrous nommée d'après le professeur G.K. Université d'État Touchino de Moscou
- Base touristique de Terskol appartenant au ministère de la Défense.

Quant aux transports, Terskol est desservi par des lignes de bus régulières depuis Baksan et Naltchik. Lors de la saison touristique, des bus font la liaison depuis Moscou, Piatigorsk et Mineralnye Vody. Les aéroports les plus proches sont ceux de Naltchik et de Mineralnye Vody. En termes de transport routier, la ville est l'extrémité sud de la route fédérale A158, qui relie Terskol à la R217 à Baksan. La R217 est elle aussi une route fédérale longeant le Caucase, depuis la M4 dans le kraï de Krasnoïarsk jusqu'à l'Azerbaïdjan.

## Galerie

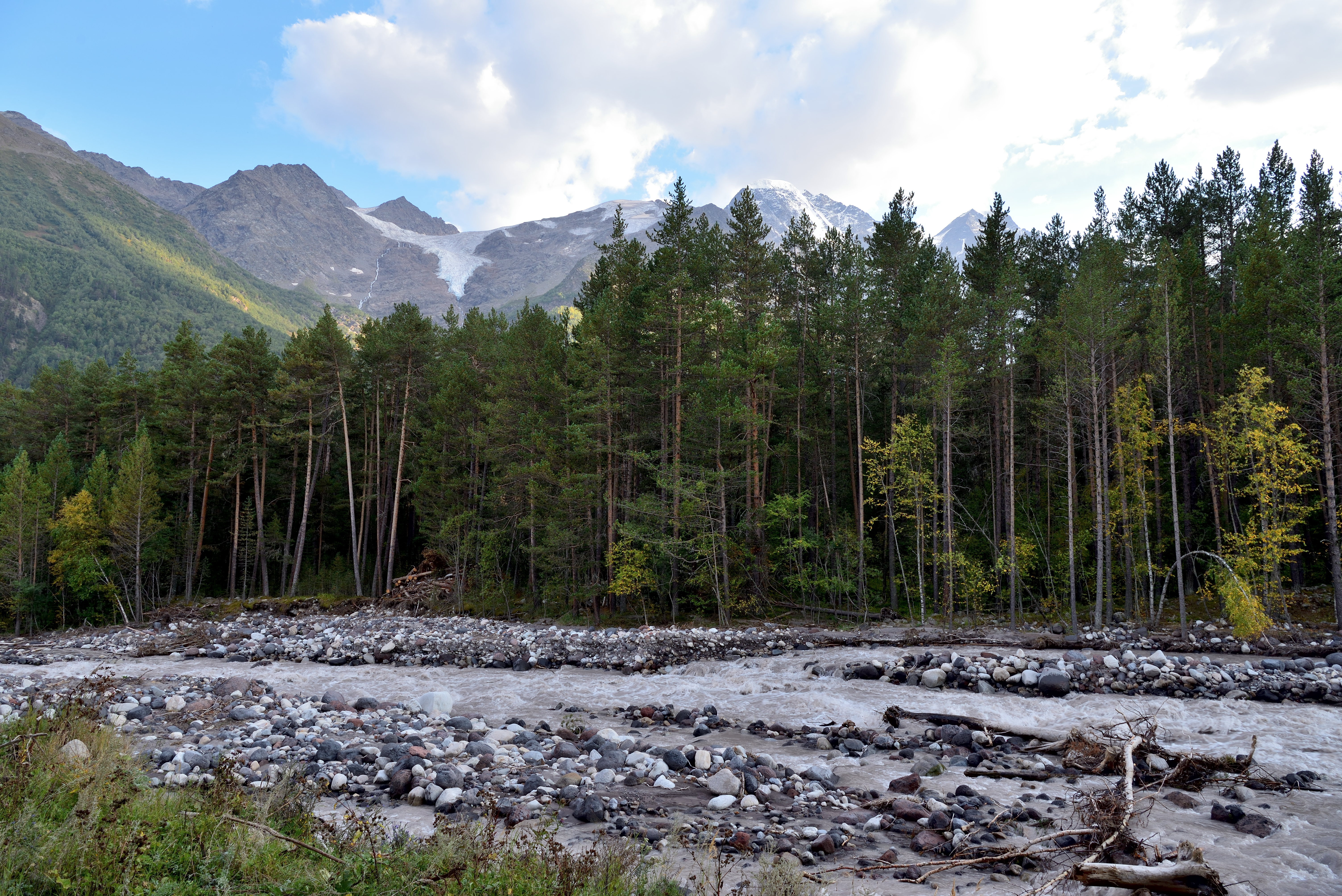
Vallée du Baksan à Terskol.
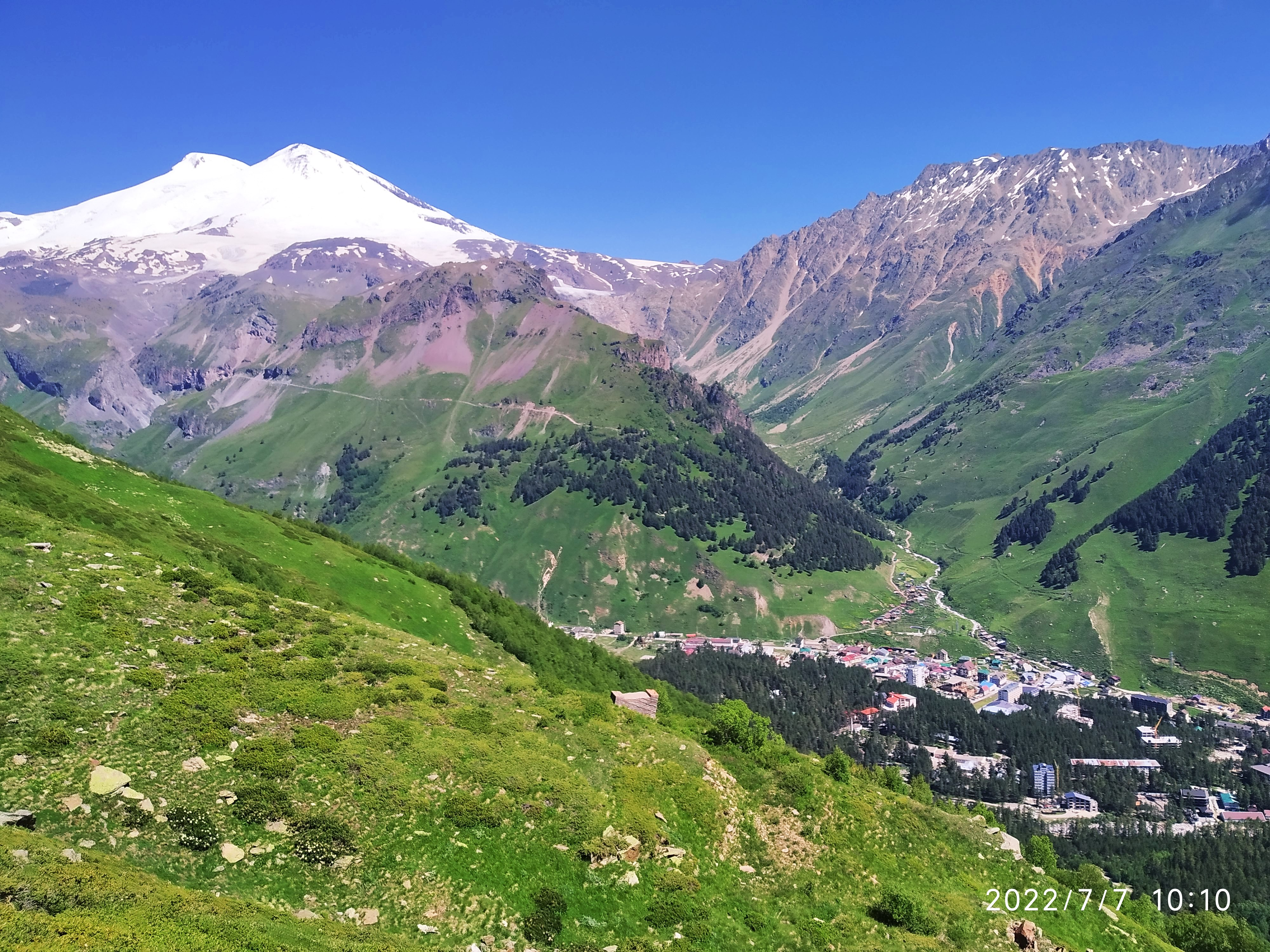
Terskol et l'Elbrouz.
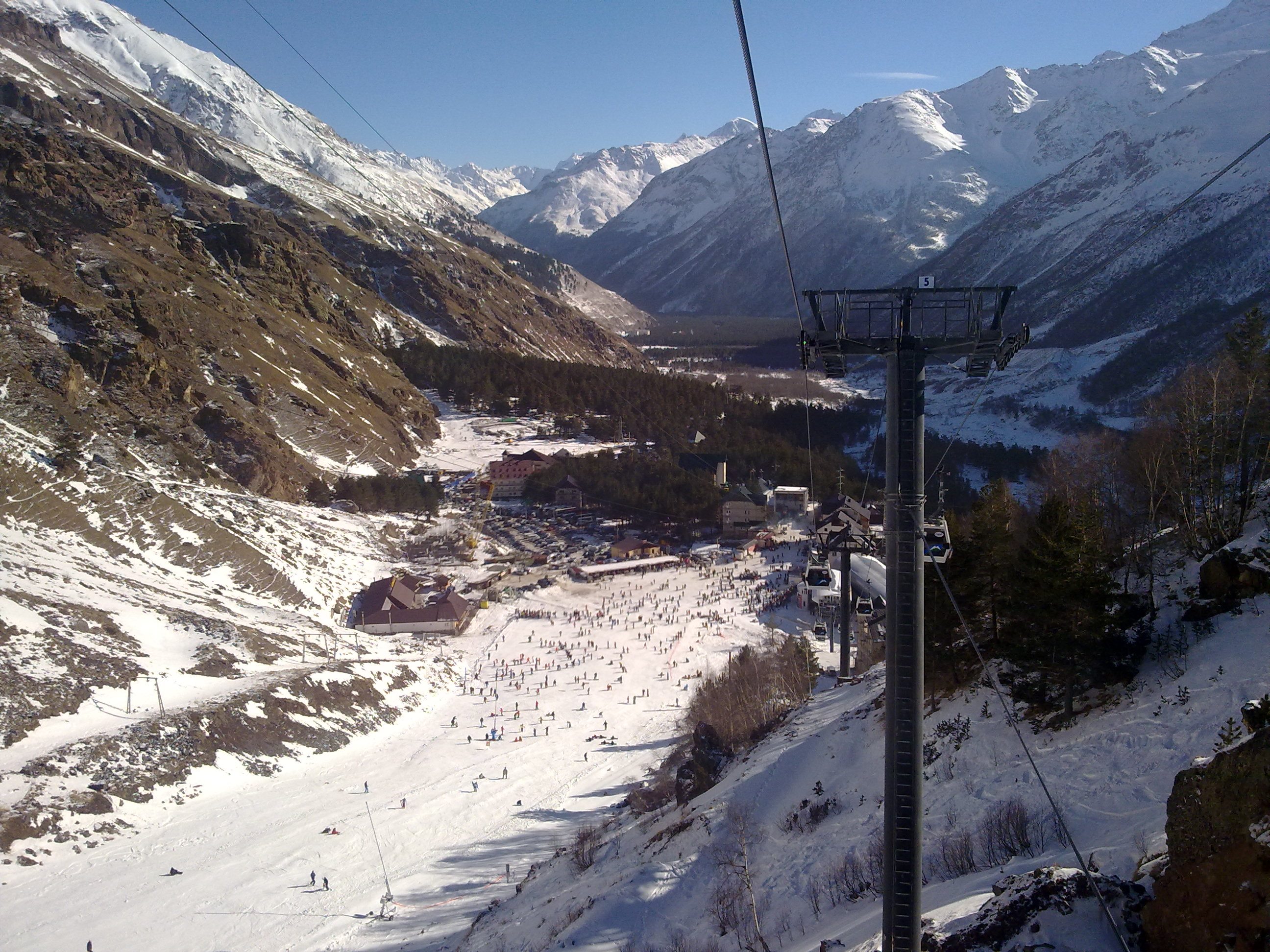
Vue en hiver.
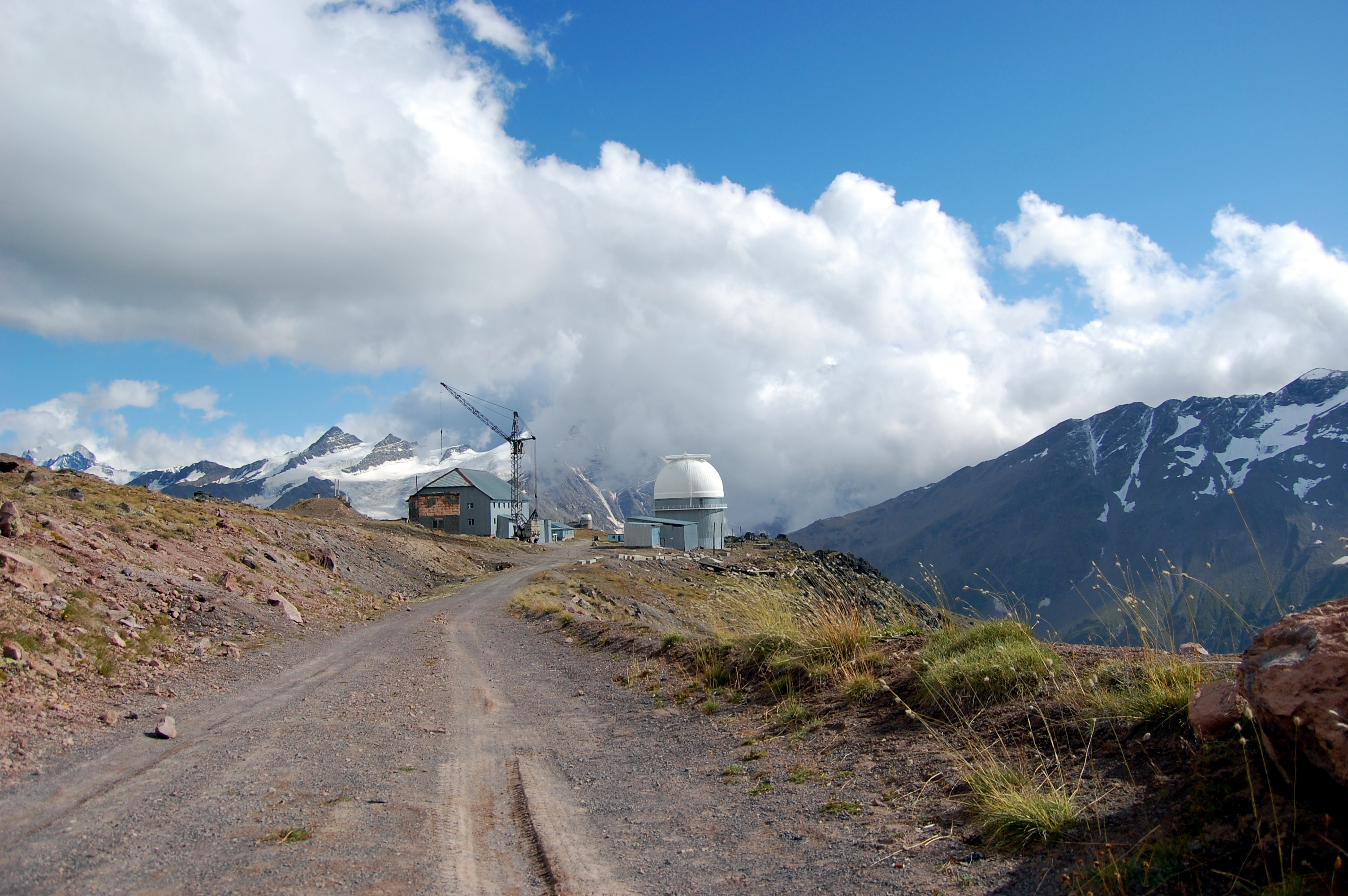
Observatoire de Terskol.
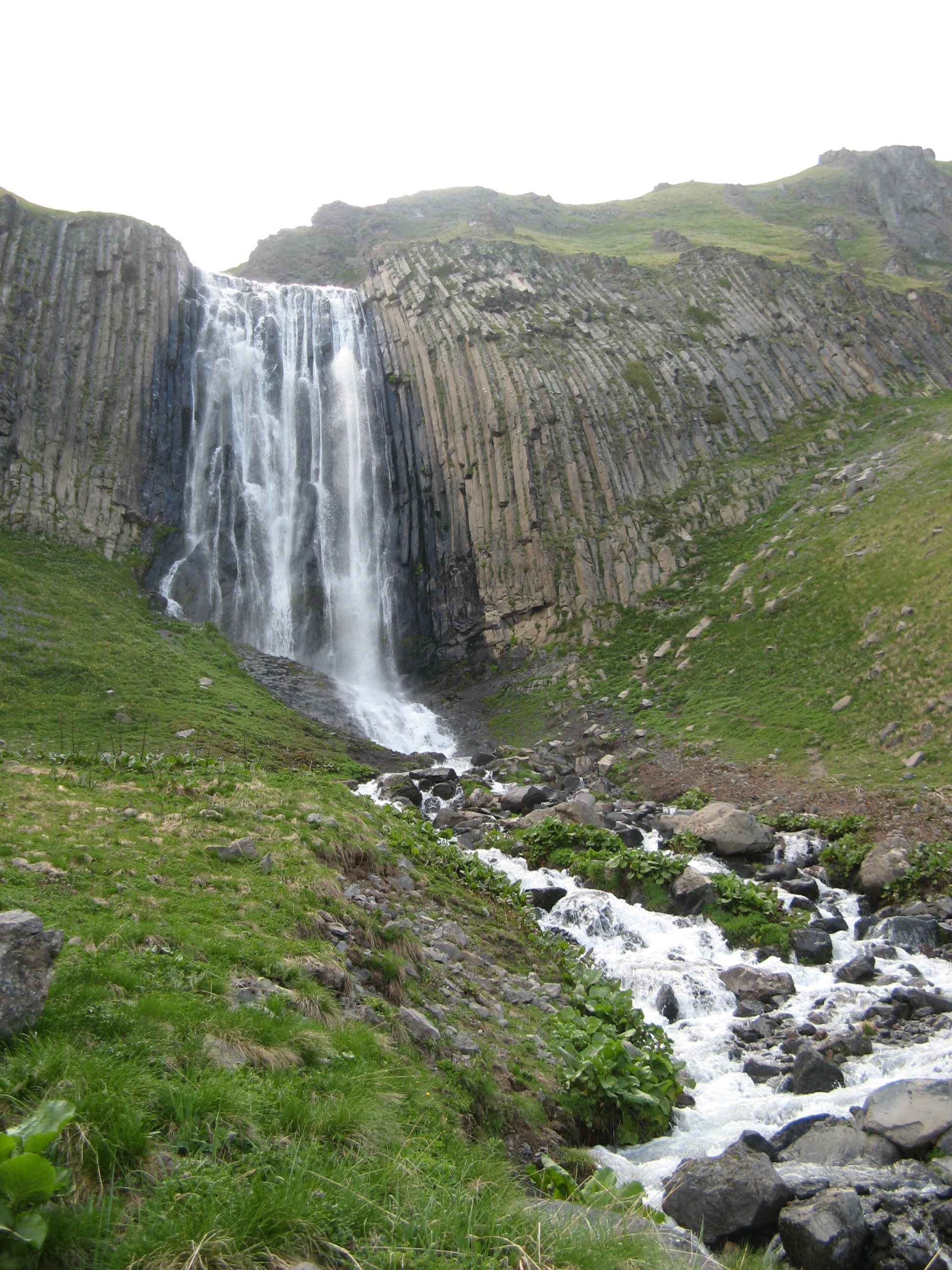
Cascade dans les montagnes.